# Maria Răducanu
Pour les articles homonymes, voir Răducanu.
Maria Răducanu, née le 3 novembre 1967 à Huși dans le județ de Vaslui, est une chanteuse et compositrice d'ethno-jazz roumaine, autodidacte musicale, remarquée pour le spectre de sa voix, et considérée comme représentative du nouveau jazz roumain. Son répertoire mélange le jazz à la musique folklorique roumaine, aux chansons de Maria Tănase, à laquelle elle a été comparée, mais aussi au fado et à la musique européenne du XVIe siècle. Elle a également prêté sa voix à Ariel (voix chantée) dans le doublage roumain du film La Petite Sirène des Studios Disney.

## Discographie
- 2002 : Pe vale (La Strada Music) avec Vlaicu Golcea (contrebasse) et Sorin Romanescu (ro) (guitare) (Prix du meilleur album de jazz de l'année, revue Societatea Nationala de Radiodifuziune[12])
- 2002 : Colinde (La Strada Music) avec Vlaicu Golcea (contrebasse) etd Sorin Romanescu (ro) (guitare)
- 2003 : Viata Lumij avec Mircea Tiberian Quartet
- 2004 : Lumini (La Strada Music) avec Mircea Tiberian (en) (piano)
- 2005 : Cantece din Rasarit / Chants du Levant (Institut Français de Bucarest) avec Jan Roder (de) (basse)
- 2005 : La Tarara – Chansons Espagnoles (Arbore Sonor) avec Maxim Belciug (guitare)
- 2005 : Troika – Chansons Russes (Arbore Sonor) avec Maxim Belciug (guitare)
- 2008 : Pure Music (The End Film) avec Krister Jonsson (guitare)
- 2010 : Ziori (Tzadik) avec Marc Ribot (guitares, basse) et Nicolai Adi Chiru (deuxième guitare)